# The Nobodies
The Nobodies è una canzone dei Marilyn Manson. Si tratta del terzo ed ultimo singolo estratto dal loro quarto album in studio, Holy Wood (In the Shadow of the Valley of Death), uscito nel 2000.
Già il 10 febbraio 2001, Manson fece intendere che il brano sarebbe stato scelto come terzo singolo dell'album. Il singolo venne distribuito su supporto fisico il 3 settembre 2001 nel Regno Unito e il 6 ottobre 2001 negli Stati Uniti.
Una versione remixata del brano è successivamente apparsa nel film con Johnny Depp La vera storia di Jack lo squartatore - From Hell del 2001. La band ha realizzato anche una versione acustica del brano.

## Il video
Il videoclip di The Nobodies è stato diretto da Paul Fedor. Fu presentato in anteprima su MTV nel mese di giugno del 2001. Diverse sono le tecniche fotografiche impiegate per realizzare il video, che includono primi piani, inquadrature da varie prospettive e repentini cambi di scena.
Originariamente, Manson espresse il desiderio di girare il videoclip in Russia "perché l'atmosfera, la desolazione, il freddo e l'architettura si sposerebbero perfettamente con la canzone". Un'altra idea voleva la presenza nel videoclip dei personaggi del programma di MTV Jackass, dato che il brano venne incluso nella colonna sonora dello stesso. L'idea fu abbandonata dopo che lo show scatenò le ire del senatore statunitense Joseph Lieberman, uno dei politici che accusò Marilyn Manson per il massacro della Columbine High School. Marilyn Manson spiegò l'idea alla base del videoclip:
(Marilyn Manson, Marilyn Manson: Moral Minority)
Oltre a quanto descritto da Manson stesso, nel videoclip appare il frontman anche sotto forma di "demone in legno" in un paesaggio nevoso. Pare che questo personaggio, antropomorfo con rami secchi in testa, sia ispirato alla figura dei Suicidi del Girone II del Settimo Cerchio, tramutati per contrappasso in alberi secchi, descritti da Dante Alighieri nell'Inferno della Divina Commedia nel canto XIII. Il video si conclude con Manson e i due bambini ben vestiti in una casa lussuosa che mangiano le ceneri dei monaci.

## Il legame con la Columbine
Il testo della canzone si riferisce a Eric Harris e Dylan Klebold, gli assassini responsabili del massacro della Columbine High School il 20 aprile 1999. Manson critica duramente il circo mediatico creatosi attorno alla strage, cantando "You should have seen the ratings that day" ("Avreste dovuto vedere gli indici d'ascolto quel giorno").
Il verso del brano “We fed machines and then we prayed” tradotto in italiano: “Abbiamo dato da mangiare alle macchine e poi abbiamo pregato” descriverebbe l’approccio dell’America alla tragedia. Approccio contraddittorio, dove prima si rifocillano le aziende produttrici di armi e poi si prega per le vittime che queste hanno provocato.
Invece, il verso del brano ” You should have seen the ratings that day” tradotto in italiano “Avreste dovuto vedere gli indici d’ascolto quel giorno“, si riferirebbe alla risonanza mediatica della strage che ha fatto guadagnare indici alti di ascolto alle TV. Ma in realtà le stesse reti televisive non hanno mai avuto a cuore le vittime della strage, interessate solamente ai vantaggi dell’effetto mediatico.https://www.prettydie.com/negozio-online/felpe/the-nobodies/
Dopo la sparatoria, i media riportarono che la musica di Manson avrebbe portato i ragazzi ad uccidere, mentre in realtà loro non erano fan del gruppo. Un'intervista con Manson riguardante la strage della Columbine fu inclusa nel documentario del 2002 Bowling a Columbine di Michael Moore. Quando Moore chiese a Manson cosa vorrebbe dire agli studenti della Columbine, lui rispose: "Non direi una sola parola. Ascolterei cosa hanno da dire, ed è ciò che nessuno ha fatto". Inoltre, nel film, si sente una versione acustica della canzone durante un montaggio tra spezzoni delle videocamere di sorveglianza e telefonate d'emergenza.

## Tracce
Testi di Manson.
1. The Nobodies (Album Version) – 3:36 (musica: 5, Manson)
2. The Nobodies (Live Version) – 4:19 (musica: 5, Manson)
3. The Death Song (With Bible Speech, Live in Colorado) – 6:16 (musica: 5, Manson)
4. The Nobodies (Video) (musica: 5, Manson)

## Classifiche
| Classifica (2001)                    | Posizione massima |
| ------------------------------------ | ----------------- |
| Austria                              | 56                |
| Francia (SNEP)                       | 94                |
| Germania (Media Control Charts)      | 65                |
| Italia                               | 17                |
| Regno Unito (Official Singles Chart) | 34                |
| Spagna                               | 8                 |

## Against All Gods Mix
The Nobodies: 2005 Against All Gods Mix uscì in Europa come singolo a sé stante e in Asia come EP di accompagnamento al tour Against All Gods. Fu inoltre distribuito alle radio statunitensi per promuovere il "best of" Lest We Forget, nonostante sul disco sia presente solamente la versione originale apparsa su Holy Wood (In the Shadow of the Valley of Death).

### Tracce
UK Edition
Testi di Manson.
1. The Nobodies (2005 Against All Gods Mix) – 3:37
2. The Nobodies (Burn 36 Mix) – 5:38
3. The Nobodies (Stephane K Rock Dub Mix) – 4:45
4. The Nobodies (2005 Against All Gods Mix - Video)

Korean Limited Edition
Testi di Manson tranne dove indicato.
1. The Nobodies (2005 Against All Gods Mix) – 3:37
2. The Nobodies (Burn 36 Mix) – 5:38
3. The Nobodies (Stephane K Rock Dub Mix) – 4:45
4. Personal Jesus (Rude Photo Motor Remix) – 5:55 (testo: Gore)
5. Mobscene (MEA Culpa Mix by Bitteren Ende) – 4:41
6. New *hit Invective (Orbiter Lictum Mix by Bitteren Ende) – 4:29
7. This Is the New *hit (Sergio Galoyan Mix) – 4:33
8. The Not So Beautiful People – 6:15
9. The Fight Song (Slipknot Remix) – 3:51
10. The Tourniquet (Prosthetic Dance Mix) – 4:10
11. Personal Jesus (Video)
12. The Nobodies (2005 Against All Gods Mix - Video)